# دانشگاه سنت لوئیس بروکسل
دانشگاه سنت لوئیس بروکسل (به لاتین: Saint-Louis University) یک دانشگاه در بلژیک است که در شهر بروکسل واقع شده‌است.